# Pedro Nel Ospina
Pour les articles homonymes, voir Ospina.
Pedro Nel Ospina est un militaire, un ingénieur et un homme d'État colombien, né le 18 septembre 1858 à Bogota et mort le 1er juillet 1927 à Medellín. Il est président de la République entre 1922 et 1926.
Il est le fils de Mariano Ospina Rodríguez, président de 1857 à 1861, et l'oncle de Mariano Ospina Pérez, président de 1946 à 1950.